# Недержавний пенсійний фонд
Недержа́вний пенсі́йний фонд (НПФ) — це фінансова установа, що працює винятково для пенсійного забезпечення громадян і має статус неприбуткової організації. Фонд залучає пенсійні внески вкладників, інвестує кошти з метою їхнього збільшення та захисту від інфляції, а пізніше здійснює пенсійні виплати учасникам за рахунок накопичених пенсійних активів.
Недержавну пенсію виплачують додатково до державної. Розмір недержавної пенсії, на яку можуть сподіватися вкладники й учасники, залежить від розміру пенсійних внесків, періоду накопичення та суми отриманого інвестиційного прибутку.
З моменту зарахування коштів на індивідуальний пенсійний рахунок вони стають вашою приватною власністю, на них поширюється право успадкування, їх не можна відчужити на користь третіх осіб.

## Види НПФ
НПФ бувають трьох видів:
- відкриті (учасниками можуть бути будь-які фізичні особи незалежно від місця та характеру їх роботи). Внески на користь учасників можуть здійснювати як фізичні, так і юридичні особи;
- корпоративні (засновником такого фонду є юридична особа-роботодавець або декілька юридичних осіб-роботодавців та до якого можуть приєднуватися роботодавці-платники);
- професійні (засновником (засновниками) такого фонду можуть бути організації роботодавців, їх об'єднання, об'єднання громадян, професійні спілки, їх об'єднання або фізичні особи, пов'язані за родом їх професійної діяльності (занять), визначеної у статуті фонду. Учасниками такого фонду можуть бути виключно фізичні особи, пов'язані за родом їх професійної діяльності (занять), визначеної у статуті фонду, а також фізичні особи, які є працівниками організацій роботодавців, їх об'єднань, членами або працівниками професійних спілок, їх об'єднань, які створили такий фонд.

## Особливості оподаткування
Податкове законодавство України звільняє учасників НПФ від оподаткування вкладів аж до моменту одержання пенсійних виплат.
Учасник НПФ (вкладник фонду на свою користь) у будь-який момент може перевести кошти в інший недержавний пенсійний фонд, у страхову організацію або на банківський пенсійний депозитний рахунок.
Пенсійний вік, після досягнення якого учасник має право на одержання пенсійних виплат, він визначає самостійно. Цей вік може відрізнятися від пенсійного віку, визначеного в системі загальнообов'язкового державного пенсійного страхування, та не більш ніж на 10 років, тобто від 50 до 70 років — для чоловіків, від 45 до 65 років — для жінок.
Учасник має право на одноразові виплати з НПФ, якщо:
- на момент виходу на пенсію сума коштів на індивідуальному рахунку менша, ніж законодавчо встановлена мінімальна сума;
- він виїжджає за кордон на постійне місце проживання;
- стан його здоров'я — критичний, і це підтвердила медична установа (онкологічне захворювання, інсульт, інвалідність І групи).

Окрім того, пенсійні кошти одноразово виплачують спадкоємцям учасника НПФ.
Згідно з даними «Електронної системи оприлюднення інформації про діяльність недержавних пенсійних фондів Нацкомфінпослуг» станом на 30.09.2016 року в Україні діє 66 недержавних пенсійних фондів.

## Механізм діяльності НПФ
НПФ не здійснює своєї діяльності самостійно, а користується послугами пенсійного адміністратора, банка-зберігача і компанії з управління активами. Послуги з адміністрування та управління активами можуть надаватися однією юридичною особою.
Адміністратор веде бухгалтерський та податковий облік НПФ і саме він володіє інформацією скільки коштів накопичено на користь кожного учасника НПФ.
Компанія з управління активами (КУА) займається інвестуванням коштів НПФ.
Банк-зберігач відповідає за банківське обслуговування НПФ, зберігання та облік його активів.
Діяльність з адміністрування, зберігання та управління активів вимагає відповідних ліцензій та суворо регулюється та контролюється відповідними державними органами.

## Плюси та мінуси НПФ
Плюси
- НПФ ділить увесь прибуток між учасниками;
- відсутність штрафів за несвоєчасне здійснення внесків;
- можливість скористатися податковою знижкою;
- можливість зняти усю суму на визначену дату або отримувати виплати частинами. 
Мінуси
- відсутність можливості дострокового розірвання (окрім окремих випадків: смерть, важка хвороба та ін.);
- дохід не гарантується;
- внески здійснюються тільки у гривнях.

## Законодавча база
- Закон України «Про недержавне пенсійне забезпечення» [Архівовано 10 грудня 2016 у Wayback Machine.]
- Закон України «Про загальнообов'язкове державне пенсійне страхування» [Архівовано 1 березня 2017 у Wayback Machine.]
- Закон України «Про пенсійне забезпечення» [Архівовано 3 березня 2022 у Wayback Machine.]